# Râul Bârsa, Olt
Râul Bârsa este un râu din Transilvania care se varsă în râul Olt în apropiere de Feldioara. Se formează prin unirea a două brațe: Bârsa Tămașului și Bârsa Groșetului, la Plaiul Foii. Pentru diferențierea de diferiți afluenți cu denumirea de Bârsa, în special pe cursul superior este adesea numit și Bârsa Mare.

## Hidronimie
Numele provine din cuvântul slavic "brza" care înseamnă "rapid". De aici vine și numele Țării Bârsei.

## Ihtiofaună
În râul Bârsa există următoarele specii de pești:
- Păstrăv de munte
- Clean
- Mreană
- Porcușor comun

## Pescuit
Pescuitul se poate practica în baza permisului eliberat de Agenția Națională pentru Pescuit și Acvacultură folosind momeli artificiale (muște, năluci) sau momeli naturale (râme, cașcaval, struguri, viermuși, nimfe).

## Hărți
- Harta Județului Brașov
- Harta Munților Piatra Craiului  Arhivat în 27 mai 2008, la Wayback Machine.